# Vízparti történet
A Vízparti történet (hagyományos kínai: 水滸傳; egyszerűsített kínai: 水浒传; pinjin (pinyin) hangsúlyjelekkel: Shuǐ hǔ zhuàn; magyar népszerű: Suj hu csuan) a klasszikus kínai regényirodalom egyik legkiemelkedőbb és legnagyobb hatású alkotása.

## Történelmi háttér
A regény alaptörténete egy valós történelmi esemény, amikor is Szung Csiang (Song Jiang) és társai a Szung (Song)-dinasztia idején fellázadtak és felkelést szítottak. Az egyébként részletes és terjedelmes korabeli történeti feljegyzésekben mégis csak szórványos és ellentmondásokkal teli feljegyzések maradtak fenn erről az eseményről, melynek sem oka, sem végkifejlete nem állapítható meg teljes bizonyossággal. Ennek oka lehet az is, hogy a felkelés kitörése, 1121 után öt évvel az északról dél felé terjeszkedő dzsürcsi Csin (Jin) birodalom seregei elfoglalták a Szung (Song)-dinasztia akkori fővárosát, Kajfeng (Kaifeng)et, s fogságba ejtve a császárt, Kína jelentős területeit elfoglalták. A következő császár kénytelen volt székhelyét, országa fővárosát délebbre, Hangcsou (Hangzhou)ba telepíteni.
A kínai történeti munkákban meglehetősen sok, ehhez hasonló felkelésről lehet olvasni, melyek zöme eleve kudarcra volt ítélve. Csak igen ritkán és kivételes esetben volt lehetséges, hogy egy-egy felkelés az egész országra kiterjedő mértéket ölthessen, amely akár az uralkodó bukását, sőt egy dinasztia megalapítását eredményezhette.
Ma már nem állapítható meg, hogy miért pont a Szung Csiang (Song Jiang)-féle lázadás volt az, amely köré ilyen széles legenda-, mondakör szövődött, és hogy miért pont ez a történetileg kevésbé dokumentált esemény szolgált alapul a Vízparti történet megírásához. Szerepet játszhatott ebben az a körülmény is, hogy amikor a császári seregek nem bírtak a felkelőkkel, a történetírók szerint egy hivatalnok azt javasolta a császárnak, hogy szólítsák fel Szung Csiang (Song Jiang)ot tisztes meghódolásra, és adjanak neki lehetőséget vétkei jóvátételére azzal, hogy segít egy másik felkelő, bizonyos Fang La leverésében. Ezzel együtt egy lázadó vezér efféle értékelése példa nélkülinek tekinthető a kínai hagyományban. A regény magyar fordítója, Csongor Barnabás szerint: „A politika hatalmon kívül rekedvén, természetes módon adódhatott, hogy eszményképeik közé bekerült a hivatalos hatalomtól függetlenül fellépő, de azzal végül is szövetségre lépő, a birodalom, a haza egységének megmentéséért küzdő »megtért lázadó«, Szung Csiang (Song Jiang).”

## Tartalma
| Fejezet | Főbb cselekmény |
| ------- | --- |
| Előhang | Hong (Hung) marsall elszabadítja a 108 démont |
| 1.      | Kao Csiu (Gao Qiu) marsall története |
| 1–2.    | Si Csin (Shi Jin), vagyis Kilencsárkányos története |
| 2–6.    | Lu Cse-sen (Zhishen), vagyis Mélybölcsességű története |
| 6–11.   | Lin Csung (Lin Chong), vagyis Párduckoponya története |
| 11–12.  | Jang Cse (Yang Zhi), vagyis Sötétképű története |
| 12–19.  | A születésnapi ajándék elrablása |
| 19–21.  | Szung Csiang (Song Jiang), vagyis Jókorjött Eső története |
| 22–31.  | Vu Szung (Wu Song), vagyis Kóbor Barát története |
| 32–35.  | Hua Zsung (Hua Rong) (az 1977-es magyar kiadásban Hua Jung), vagyis Kis Generális története                                                                                            |
| 35–42.  | Jókorjött Esőék Csiangcsou (Jiangzhou)ban találkoznak |
| 43–46.  | Si Hsziu (Shi Xiu), vagyis Halálmegvető és Jang Hsziung (Yang Xiong), vagyis Beteg Vitéz története                                                                                     |
| 46–49.  | Három támadás a Csu (Zhu) család falva ellen |
| 50–51.  | Lej Heng (Lei Heng), vagyis Szárnyas Tigris és Csu Tung (Zhu Tong), vagyis Szépszakáll Mester története                                                                                |
| 51–53.  | A vitézek megtámadják Kaotangcsou (Gaotangzhou)t, Kung-szun Seng (Gongsun Sheng), vagyis Felhősárkány keresése                                                                         |
| 54–56.  | A császári seregek első támadása Liangsan (Liangshan) ellen |
| 56–57.  | A vitézek megtámadják Csingcsou (Qingzhou)t, Hu-jen Cso (Huyan Zhuo), vagyis Kétkorbácsos behódol nekik                                                                                |
| 58–59.  | A vitézek beveszik Huacsou (Huazhou)t, és behódoltatják a Mangtang (Mangdang)-hegy boszorkánymesterét, Fan Zsuj (Fan Rui)t, vagyis Ördögherceget                                       |
| 59.     | Az első támadás a Ceng (Zeng) család falva ellen, Csao Kaj (Chao Gai), vagyis Toronyhordozó halála                                                                                     |
| 59–65.  | Lu Csün-ji (Lu Junyi), vagyis Jáde Egyszarvú története; a vitézek megtámadják Tamingfut (Daminget), az Északi Fővárost; a császári seregek második támadása Liangsan (Liangshan) ellen |
| 66.     | A császári seregek harmadik támadása Liangsan (Liangshan) ellen |
| 67.     | A második támadás a Ceng (Zeng) család falva ellen |
| 68–69.  | A vitézek beveszik Tungpingfut (Dongpinget) és Tungcsangfut (Dongchangot) |
| 70.     | A nagy szövetség |
| 71–119. | A vitézek kegyelmet kapnak a császártól, leverik a haza külső és belső ellenségeit, de sokan közülük elesnek                                                                           |
| 120.    | A szövetség felbomlása, Szung Csiang (Song Jiang) halála |

## Magyarul
- Vízparti történet. Kínai regény a XIII. századból; németből ford. Goda Géza; Athenaeum, Budapest, 1950
- Vízparti történet. Regény, 1-2.; ford., előszó, jegyz. Csongor Barnabás; Európa, Budapest, 1961 (A világirodalom klasszikusai)
- Vízparti történet. Regény, 1-3.; ford., jegyz., utószó Csongor Barnabás; 2. bőv. kiad.; Szépirodalmi, Budapest, 1977 (A világirodalom remekei)

### Magyarul
- ↑ Csongor 1977:  Csongor Barnabás: Kínai regény – kínai társadalom. In Si Naj-an: Vízparti történet. I–III. kötet, Budapest, Európa Könyvkiadó 1977. A Világirodalom Remekei. III. kötet, 309–322. o.
- ↑ Csongor 1985:  Csongor Barnabás: Emberi világ egy kínai regényben. In: Kína kultúrája Magyarországon. Szerk. Ferenczy Mária. Budapest, MTA Orientalisztikai Munkaközösség, 1985. 44–56. o.
- ↑ Si 1943:  Csi Nai Ngan: Vu Szung, a szegénylegény. A kínai eredeti után átköltötte Albert Ehrenstein, A német kiadásból ford. Jankovics András. Budapest, Dante Könyvkiadó, 1943
- ↑ Si 1950:  Hsi Nai An (Si Nai-an): Vízparti történet. Ford. Goda Géza. Budapest, Athenaeum Könyvkiadó, 1950
- ↑ Si 1961:  Si Naj-an: Vízparti történet I–II. Ford., az előszót és a jegyzeteket írta Csongor Barnabás. Budapest, Európa Könyvkiadó 1961. A Világirodalom Klasszikusai
- ↑ Si 1977:  Si Naj-an: Vízparti történet I–III. Ford., a jegyzeteket és az utószót írta Csongor Barnabás. 2., bőv. kiad. Budapest, Európa Könyvkiadó 1977. A Világirodalom Remekei. ISBN 963 07 1168 0
- ↑ Tőkei—Miklós 1960:  Tőkei Ferenc–Miklós Pál: A kínai irodalom rövid története. Budapest, Gondolat Kiadó, 1960

### Idegen nyelven
- ↑ Lu 1982:  Lu Hsun: A Brief History of Chinese Fiction. Peking, Foreign Languages Press, 1982.
- ↑ Ma-Huang 1992:  Ma Csi-kao (Ma Jigao) 马积高 – Huang Csün (Huang Jun) 黄钧: Csung-kuo ku-taj ven-hszüe-si (Zhongguo gudai wenxueshi) 中国古代文学史 („A klasszikus kínai irodalom története”) I–III. Hunan Ven-ji Csu-pan-sö (Hunan Wenyi Chubanshe) 湖南文艺出版社, 1992. ISBN 7-5404-0917-7
- ↑ Wang 1988:  Vang Li-na (Wang Lina) 王丽娜: Csung-kuo ki-tien hsziao-suo hszi-csü ming csu caj kuo vaj (Zhongguo gudian xiaoshuo xiqu ming zhu zai guo wai) 中国古典小说戏曲名著在国外 („Kína legjelesebb klasszikus próza és dráma művei külföldön”). Sanghaj (Shanghai) 上海, Hszüe-lin Csu-pan-sö (Xuelin Chubanshe) 学林出版社, 1988. ISBN 7-80510-168-X